# Kejsarduvor
Kejsarduvor (Ducula) är ett släkte med fåglar i familjen duvor inom ordningen duvfåglar som återfinns i södra Asien, Australien och Oceanien. Släktet omfattar ett 40-tal arter:
- Filippinkejsarduva (D. poliocephala)
- Vitbukig kejsarduva (D. forsteni)
- Mindorokejsarduva (D. mindorensis)
- Gråhuvad kejsarduva (D. radiata)
- Fläckvingad kejsarduva (D. carola)
- Grön kejsarduva (D. aenea)
- Engganokejsarduva (D. oenothorax)
- Nikobarkejsarduva (D. nicobarica)
- Glasögonkejsarduva (D. perspicillata)
- Seramkejsarduva (D. neglecta)
- Blåstjärtad kejsarduva (D. concinna)
- Stillahavskejsarduva (D. pacifica)
- Rödvårtig kejsarduva (D. rubricera)
- Mikronesisk kejsarduva (D. oceanica)
- Polynesisk kejsarduva (D. aurorae)
- Marquesaskejsarduva (D. galeata)
- Svartvårtig kejsarduva (D. myristicivora)
- Geelvinkkejsarduva (D. geelvinkiana)
- Rostbröstad kejsarduva (D. rufigaster)
- Moluckkejsarduva (D. basilica)
- Bismarckkejsarduva (D. finschii)
- Rödbröstad kejsarduva (D. chalconota)
- Ökejsarduva (D. pistrinaria)
- Rosahuvad kejsarduva (D. rosacea)
- Julökejsarduva (D. whartoni)
- Grå kejsarduva (D. pickeringii)
- Fijikejsarduva (D. latrans)
- Kastanjebukig kejsarduva (D. brenchleyi)
- Vanuatukejsarduva (D. bakeri)
- Jättekejsarduva (D. goliath)
- Svartskuldrad kejsarduva (D. pinon)
- Svart kejsarduva (D. melanochroa)
- Halsbandskejsarduva (D. mullerii)
- Bandkejsarduva (D. zoeae)
- Ghatskejsarduva (D. cuprea)
- Bergkejsarduva (D. badia)
- Javakejsarduva (D. lacernulata)
- Timorkejsarduva (D. cineracea)
- Svartvit kejsarduva (D. bicolor)
- Gräddfärgad kejsarduva (D. subflavescens)
- Australisk kejsarduva (D. spilorrhoa)
- Vit kejsarduva (D. luctuosa)

## Utdöda arter
Ytterligare fem arter har beskrivits utifrån subfossila lämningar. Dessa dog ut någon gång under holocen, troligen på grund av människans kolonisering av Stilla havets övärld.
- Laukejsarduva (D. lakeba)
- Uveakejsarduva (D. david)
- Hendersonkejsarduva (D. harrisoni)
- Gambierkejsarduva (D. tihonireasini)
- Tongakejsarduva (D. shutleri)